# Бурумбай
Бурумбай — село (аул) в Кизлярском районе Дагестана. Входит в состав Большезадоевского сельсовета.

## Географическое положение
Расположено на правом берегу реки Старый Терек, в 24 км к северо-востоку от центра сельского поселения — Большезадоевское и в 30 км к северо-востоку от города Кизляр.

## Население
| 1926 | 1970 | 1989 | 2002 | 2010 | 2021 |
| ---- | ---- | ---- | ---- | ---- | ---- |
| 154  | ↗205 | ↗220 | ↘198 | ↗216 | ↗231 |

Национальный состав
По данным Всесоюзной переписи населения 1926 года:
| № | Национальность | Численность, чел. | Доля   |
| - | -------------- | ----------------- | ------ |
| 1 | ногайцы        | 121               | 78,6 % |
| 2 | кумыки         | 15                | 9,7 %  |
| 3 | татары         | 10                | 6,5 %  |
| 4 | даргинцы       | 8                 | 5,2 %  |

По данным Всероссийской переписи населения 2010 года:
| № | Национальность | Численность, чел. | Доля   |
| - | -------------- | ----------------- | ------ |
| 1 | ногайцы        | 169               | 78,2 % |
| 2 | кумыки         | 30                | 13,9 % |
| 3 | аварцы         | 12                | 5,6 %  |
| 4 | другие         | 5                 | 2,3 %  |

По данным Всероссийской переписи 2010 года, в селе проживало 216 человек (114 мужчин и 102 женщины).